# Condado de Calloway
O Condado de Calloway é um dos 120 condados do Eestado americano de Kentucky. A sede do condado é Murray, e sua maior cidade é Murray. O condado possui uma área de 1 064 km² (dos quais 64 km² estão cobertos por água), uma população de 34 177 habitantes, e uma densidade populacional de 34 hab/km² (segundo o censo nacional de 2000). O condado foi fundado em 1823.